# 長野県道50号諏訪辰野線
長野県道50号諏訪辰野線（ながのけんどう50ごう すわたつのせん）は、長野県諏訪市から有賀峠を通って上伊那郡辰野町に至る県道（主要地方道）である。諏訪湖南岸の区間（上川大橋交差点から石舟渡交差点間）は「さざなみロード」と呼ばれる。

## 概要
長野県諏訪市諏訪1・2丁目の国道20号交点から高島城、諏訪市役所前や諏訪湖南岸を通過したあと、有賀峠を経由して上伊那郡辰野町の平出交差点（長野県道14号下諏訪辰野線・長野県道19号伊那辰野停車場線交点）に至る。
認定直後は起点から有賀峠を直線的に結ぶ路線であったが、その後高島四丁目交差点から右折していったん諏訪湖沿いを通過して県道16号と重複してから有賀峠方面へと向かう路線へと変更された。JR中央線踏切西側の交差点から高島城交差点までは下り方向のみの一方通行である。国道20号の四賀武津交差点から高島四丁目交差点へと至る道路が供用され、この区間も県道50号として指定されている。これは市内にある中央東線の踏切を迂回して国道20号から直接諏訪湖へと至る路線としての役割を果たす。
塩尻峠へ向かう国道20号、杖突峠への国道152号と同様に、すり鉢状の諏訪市側は急峻でカーブも多い。

### 路線データ

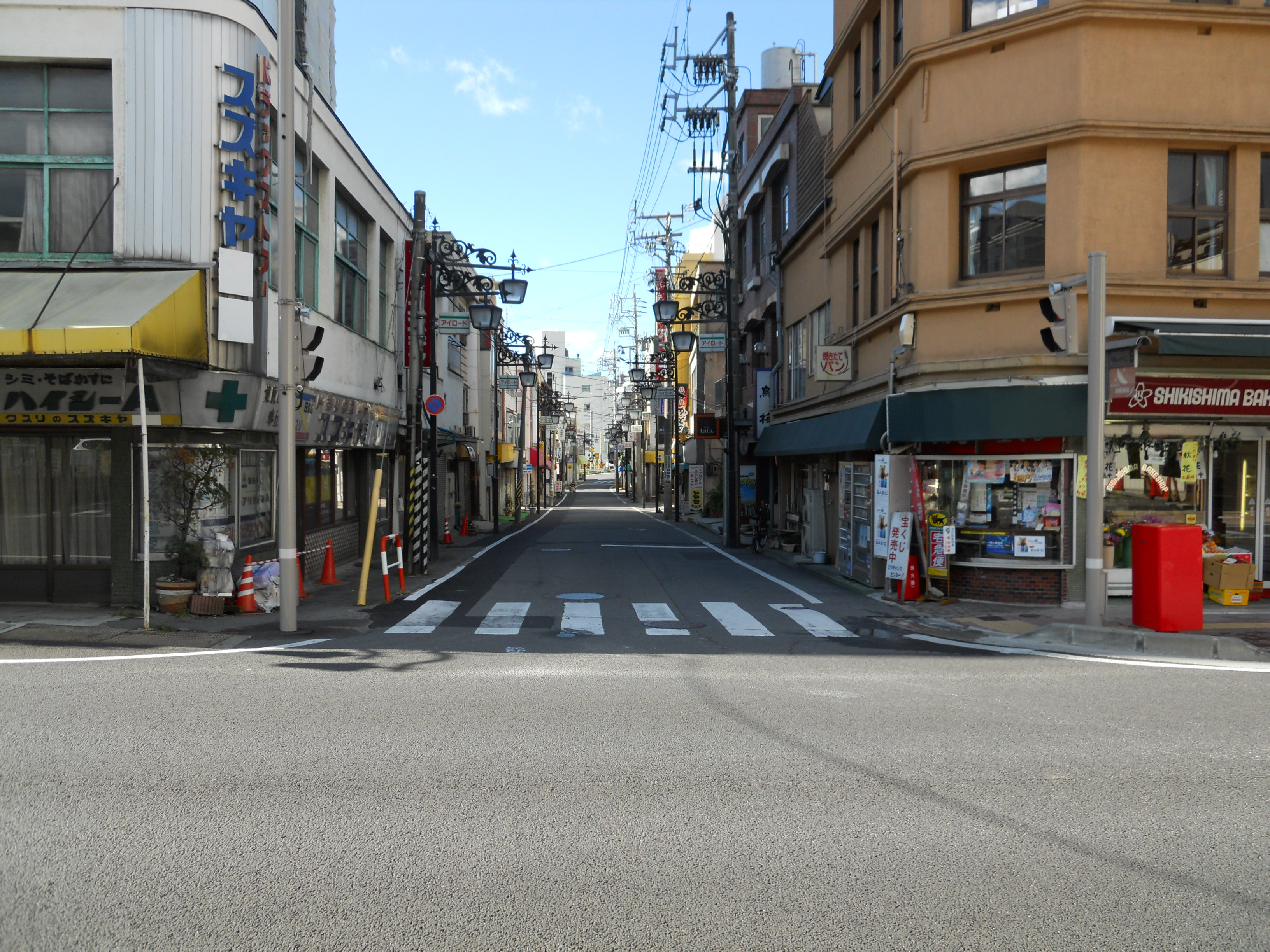
諏訪1・2丁目交差点（起点）

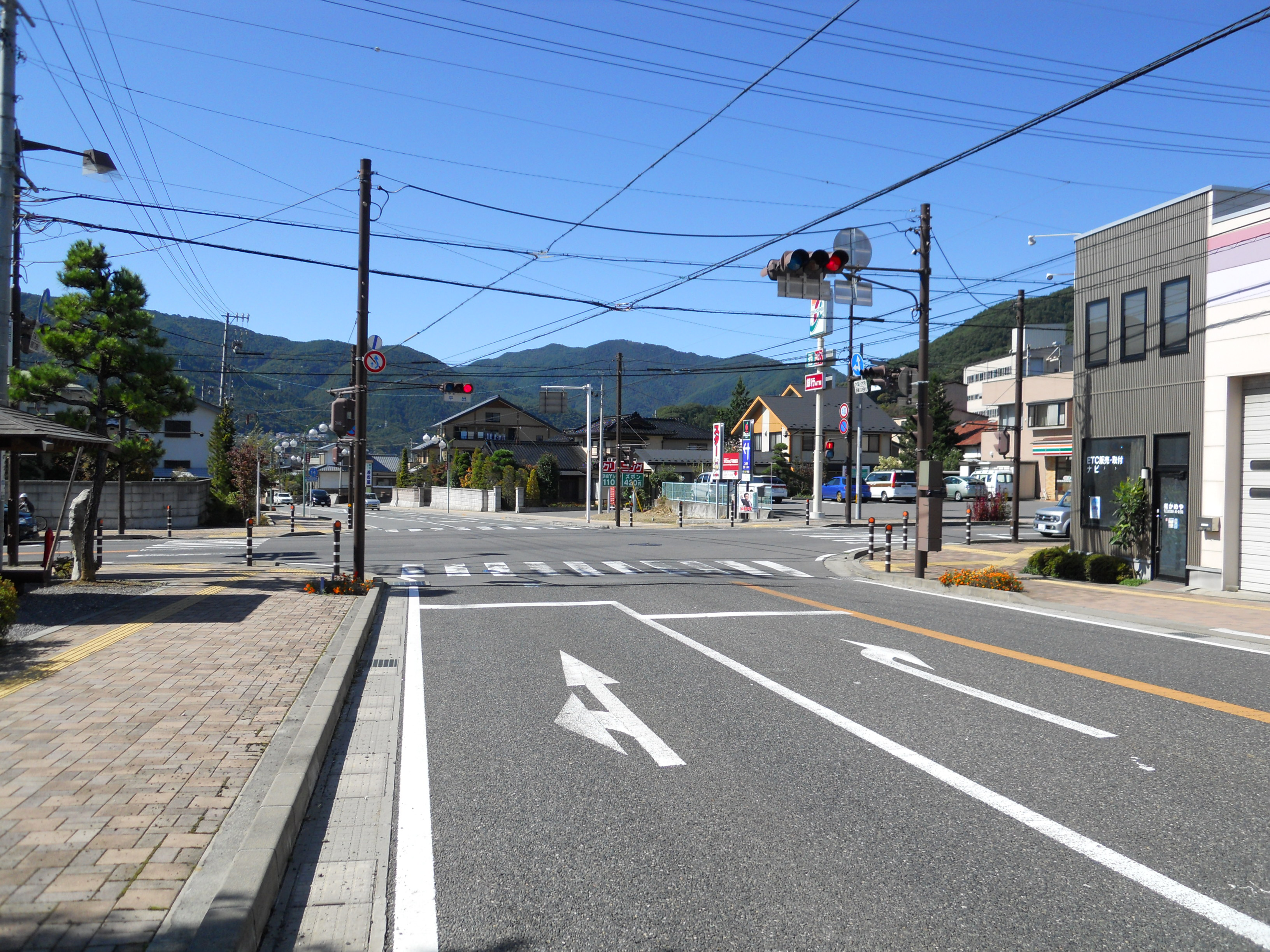
平出交差点（終点）

- 起点：諏訪市諏訪1・2丁目
- 終点：上伊那郡辰野町平出

## 歴史
- 1959年（昭和34年）8月1日：諏訪辰野線の認定。
- 1976年（昭和51年）4月1日 - 建設省が諏訪辰野線の一部を主要地方道へ指定[1]。
- 1993年（平成5年）5月11日 - 建設省から、県道諏訪辰野線が諏訪辰野線として主要地方道に再指定される[2]。

## 路線状況

### 重複区間
- 長野県道16号岡谷茅野線（諏訪市豊田・石船渡交差点 - 諏訪市豊田・豊田小学校西交差点）

## 地理

### 通過する自治体
- 諏訪市
- 上伊那郡辰野町

### 交差する道路
- 国道20号（諏訪市諏訪・諏訪一・二丁目交差点、起点）
- 長野県道487号諏訪湖四賀線（諏訪市渋崎・上川大橋交差点）
- 長野県道16号岡谷茅野線（諏訪市豊田・石舟渡交差点）
- 長野県道16号岡谷茅野線（諏訪市豊田・豊田小学校西交差点）
- 長野県道442号諏訪箕輪線（諏訪市豊田）
- 長野県道14号下諏訪辰野線・長野県道19号伊那辰野停車場線（辰野町平出・平出交差点、終点）

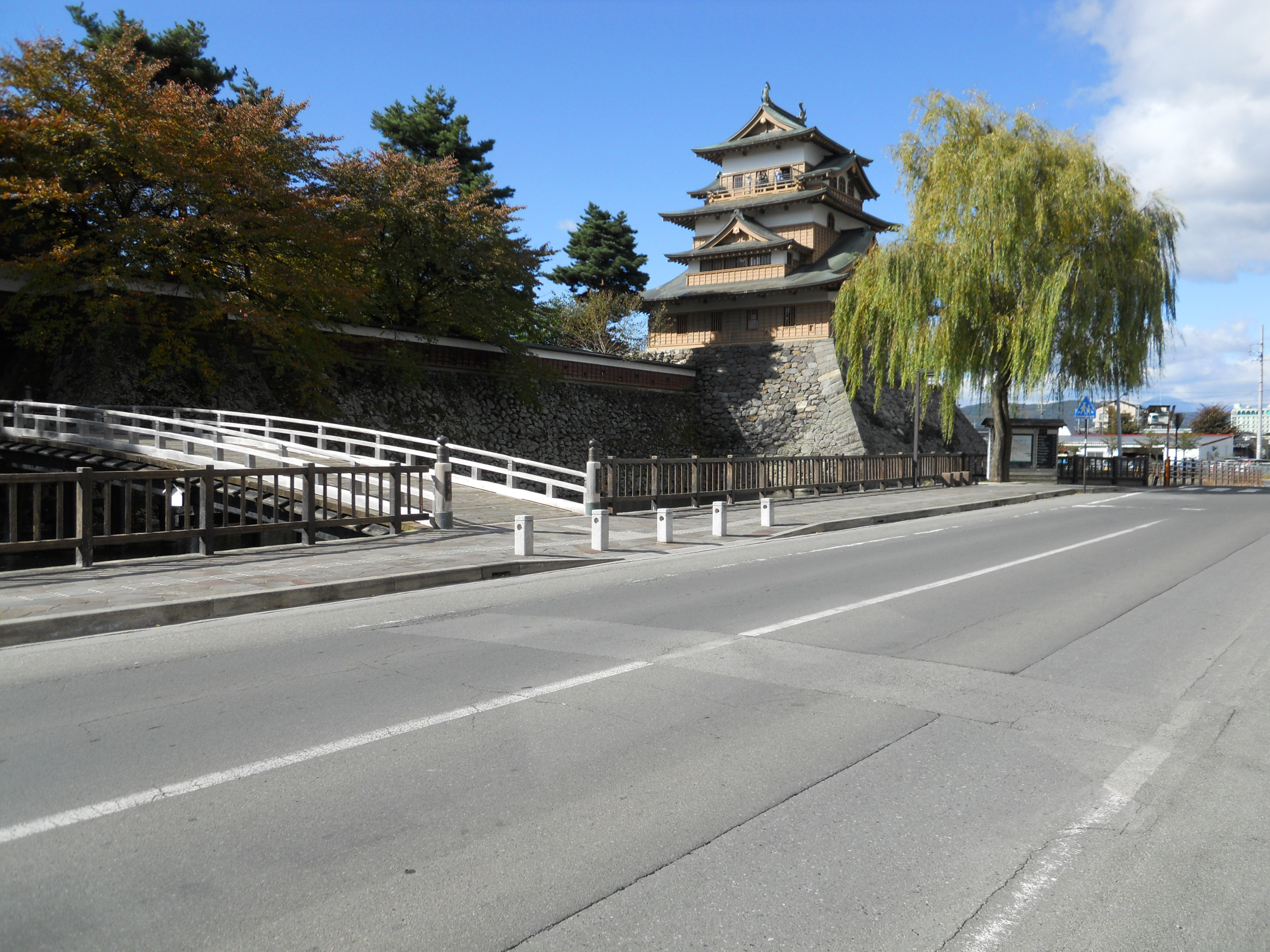
高島城
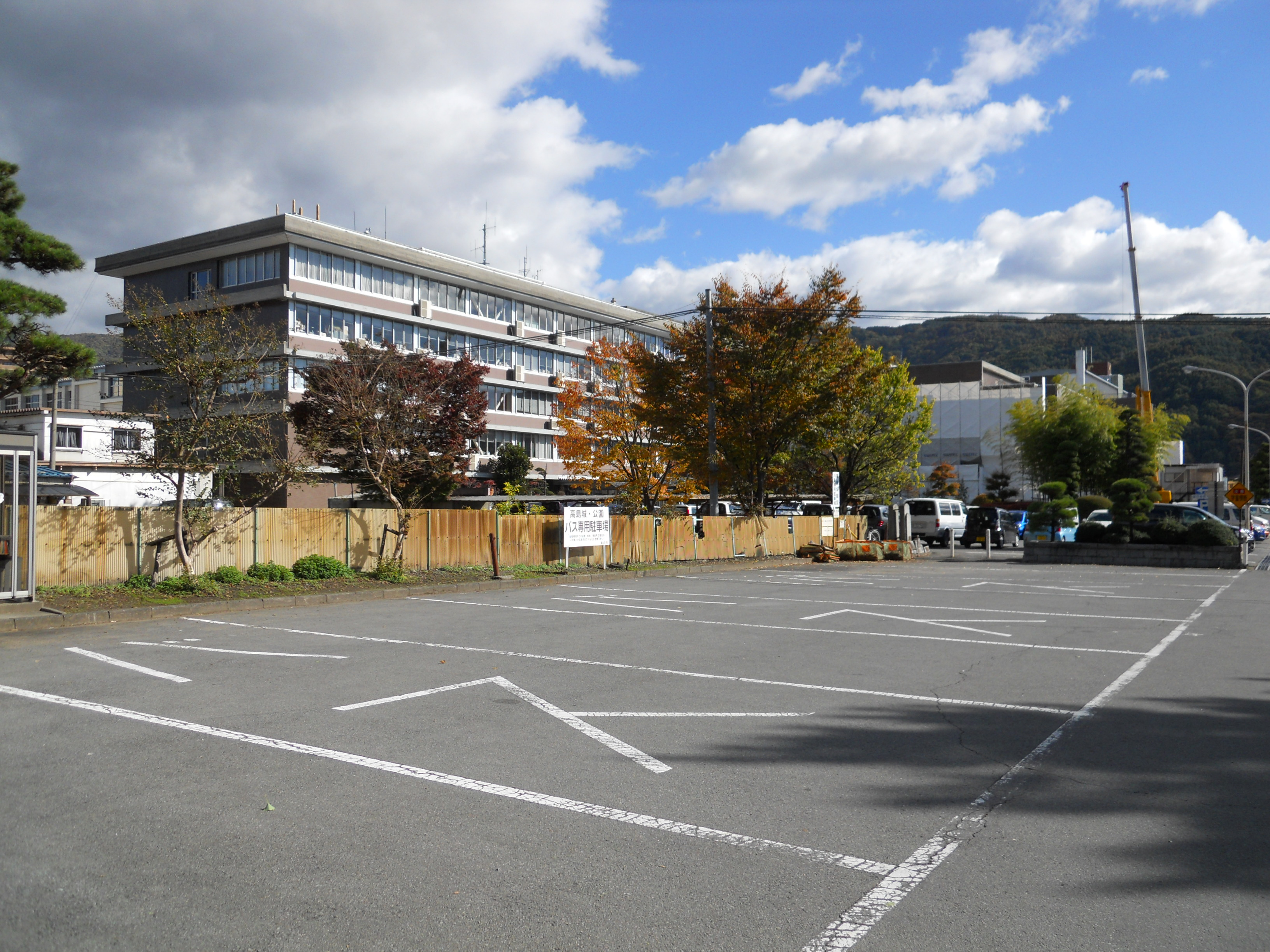
諏訪市役所
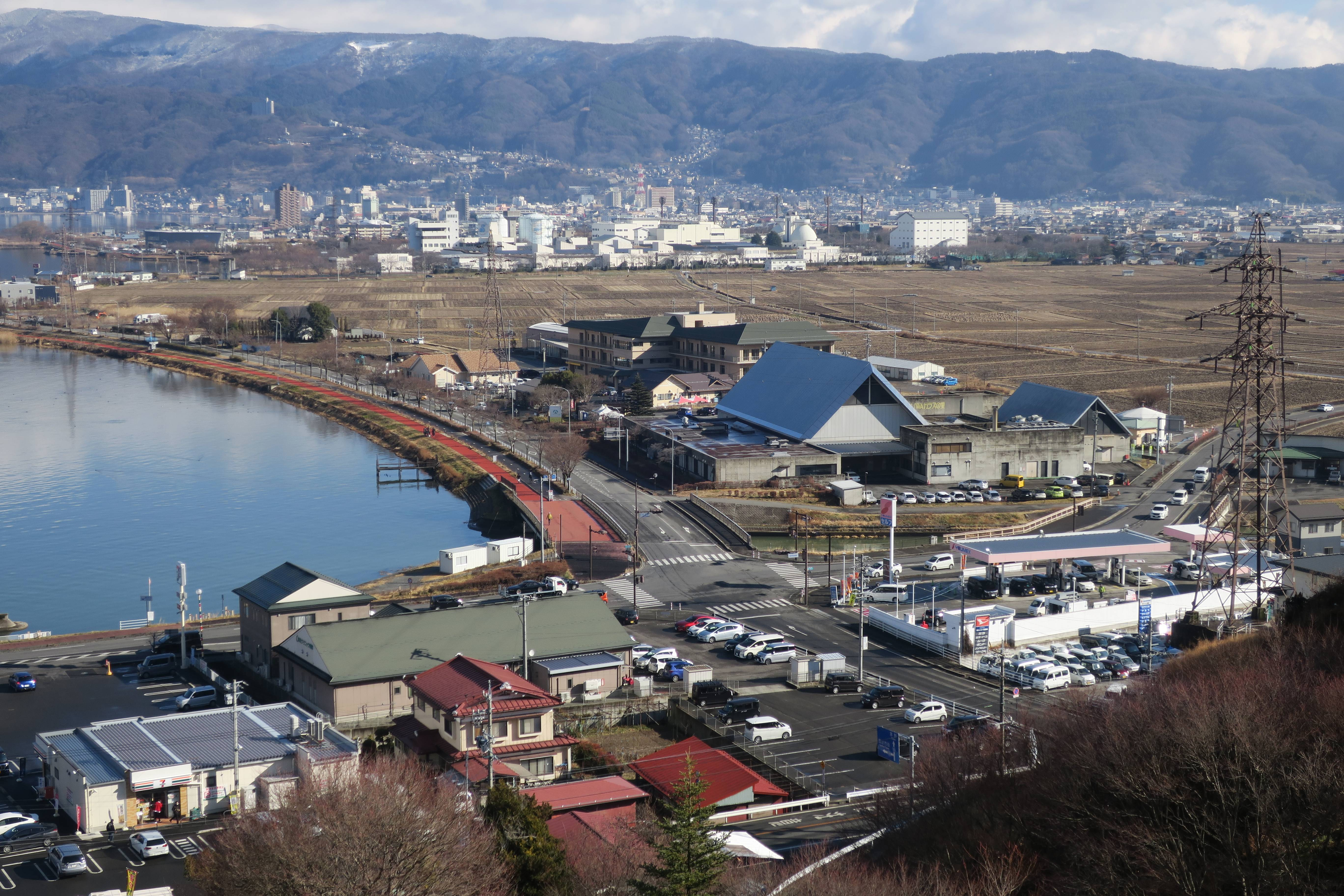
石舟渡交差点
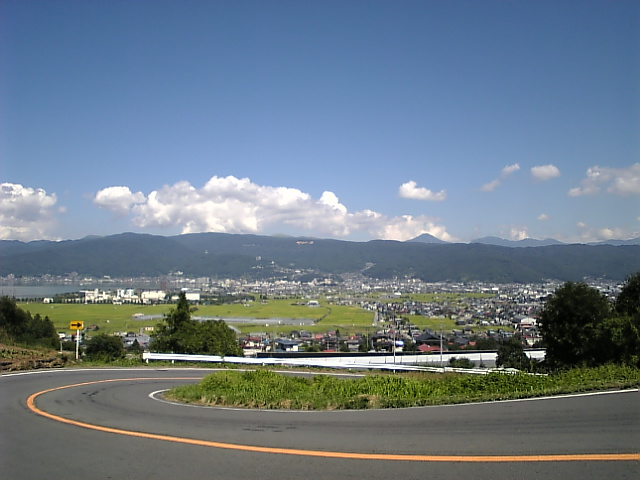
有賀峠東側より諏訪市街（2007年9月）
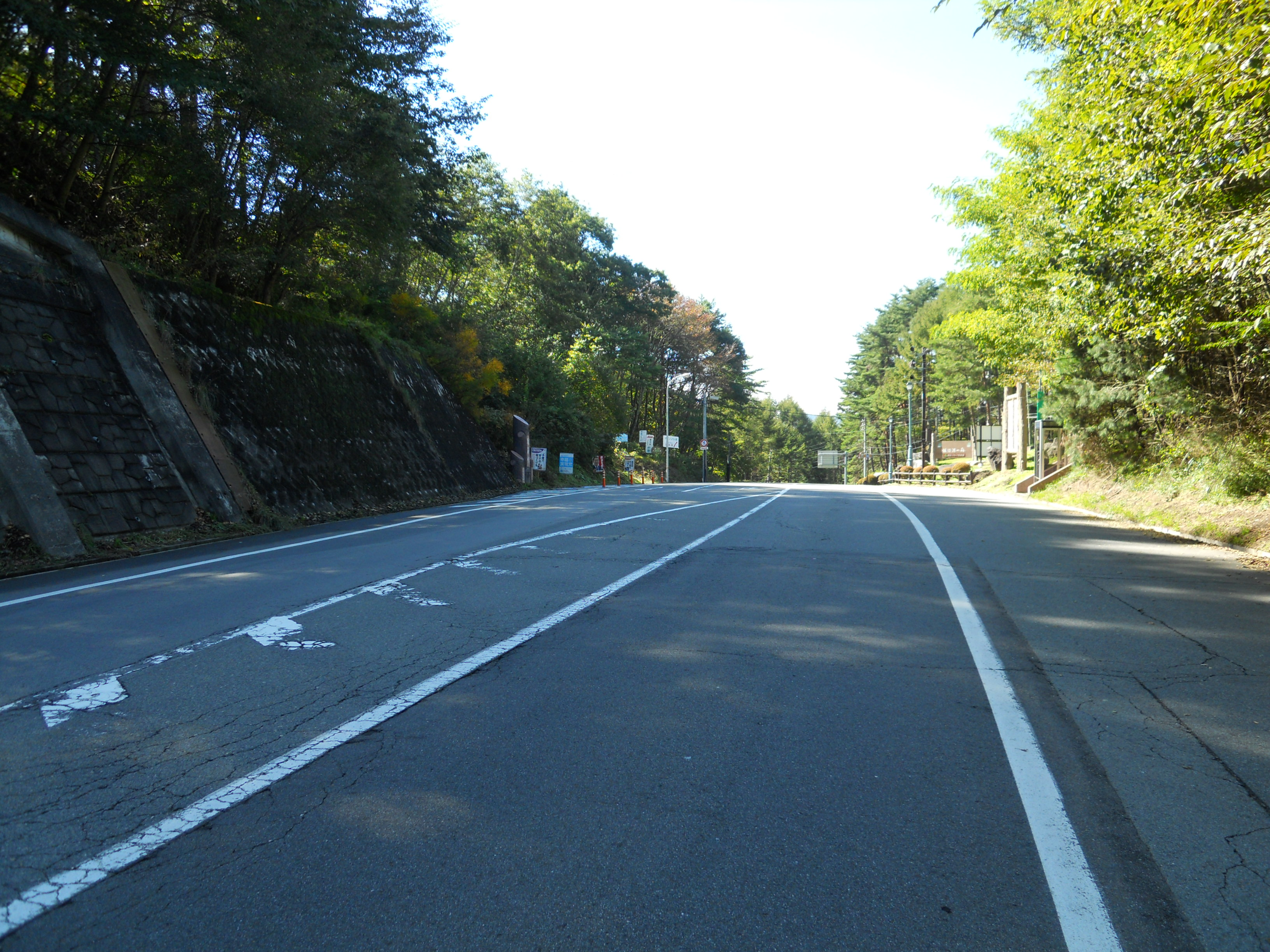
有賀峠

### 沿線にある施設など
周辺には、諏訪湖などがある。
- 高島城
- 諏訪市役所
- 諏訪湖
- 諏訪市原田泰治美術館
- 諏訪湖スタジアム
- SUWAガラスの里の美術館
- 中央自動車道
- 諏訪湖の森
- ザゼンソウの里公園